# Walckenaeria teideensis
Walckenaeria teideensis este o specie de păianjeni din genul Walckenaeria, familia Linyphiidae, descrisă de Jörg Wunderlich în anul 1992.
Este endemică în Insulele Canare. Conform Catalogue of Life specia Walckenaeria teideensis nu are subspecii cunoscute.